# حريم (ذي السفال)

تعديل مصدري - تعديل

حريم محلة تابعة لقرية العقام، التابعة لعزلة السيف بمديرية ذي السفال إحدى مديريات محافظة إب في الجمهورية اليمنية، بلغ تعداد سكانها 41 حسب تعداد اليمن لعام 2004.